# Lotononis dieterlenii
Lotononis dieterlenii là một loài thực vật có hoa trong họ Đậu. Loài này được E.Phillips miêu tả khoa học đầu tiên.